# 矢郷良明
矢郷 良明（やごう よしあき、1967年7月22日 - ）は、日本のプロレスラー。「日本空手道 武徳心（Asylum Gym）」最高師範、ジム代表、ソングライター、ギタリスト、ラジオパーソナリティ。
KAIENTAI DOJO、DDT、VKFなどを主戦場にし、アメリカインディー、全日本プロレス、DRAGON GATEに参戦しSMASHに参戦。11月SMASHのJCBホールに参戦。小路晃を相手に凝ったストーリーを展開しそのプロレス頭を高く評価される。またWNC、ユニオン、VKF東京、シアタープロレス花鳥風月では選手としてU系スタイルから転換し、アメリカンプロレス系譜をしている。
元VKFチャンピオン、アメリカンヘビー級チャンピオン。

## 経歴
神奈川大学経済学部 経済学科から大阪芸術大学に再入学 文学部 文芸学科 中退。
2009年の週刊プロレス取材で「2003年4月15日、WWS高岡テクノドーム大会」がデビュー戦だとわかった）、2004年に千葉県のプロレス団体KAIENTAI DOJOでマスクマン「クワトロバジーナ」として登場。のちに素顔になり定期参戦。

### 略歴
2006年5月にはフィラデルフィアのチカラプロにてアメリカデビュー。MIYAWAKIと共にトーナメント戦を戦い、そのハードなファイトスタイルは初登場でアメリカの観客の絶大な支持を得て、旧ECWアリーナにも出場し、いきなり現地のハードコアレスリングのカリスマ、ネクロ・ブッチャーにドラゴン・スープレックスで勝利するという快挙を成し遂げる。その後も現地でタイトルに挑戦するなどした。
アメリカ遠征時代の同期選手、対戦選手にWWEのクラウディオ・カスタニョーリ、ジョー・アノアイ、ジョナサン・グッド、ラミ・セベイなどがいる。
帰国後、DDTプロレスリングに参戦、ユニットクラッシャーなど数々の伝説を残し、高木三四郎、天龍源一郎などとも対戦。なかでもヤゴウ・アズナブルは奇跡的作品といわれている。
2011年
- 1月にDDTからユニオンプロレスに移籍し、KAIENTAI-DOJOの真霜拳號、円華とスーザン親衛隊を結成。
- 2月にはSMASHに再登場し怪文書等で盛り上げ、藤波辰爾、ウルティモドラゴン、西村修、スターバックなどと戦う。
- 全日本プロレスでは曙とタッグで対戦している。
- 女子団体アイスリボンにも登場、復活!ミニスカポリス、恵比寿マスカッツなどで活躍するグラビアアイドルレスラー、安藤あいかとミニスカコブラを結成する。この際に矢郷から必殺技の殺人コブラツイストが安藤あいかに伝授されている。
- ユニオンプロレス、DDTプロレスから離脱。
- WNCに定期参戦。第一書記長も務めている。

2012年
- 7月29日 大阪東成区区民センターで第2代VKF王座につく。

2013年
- WNCで当時WNC王者だった西村修との古典的プロレスリングマッチを披露。
- 1年ぶりのVKFで王者としてKENSOと対戦し敗北し王者を奪還される。
- VKF大阪大会では金村キンタローの持つWEWヘビー級選手権に挑戦。

2014年
- VKFのゼネラルマネージャーに就任。返上されたVKFの第4代暫定王者にも就任。真霜拳號、KAZMA SAKAMOTO、雫有希とモンキービジネススーパースターズなるユニットを結成。

2015年
- 2月からVKFが毎月開催。モンキービジネススーパースターズはジョシュ・オブライエン、松田慶三、木藤裕次、アレックス・リーらを加え勢力を増している。VKF12月14日大会で、選手活動の長期休養を発表[3]。

2016年
- 2月1日、所属するバンド「5 to 1」がアルバム「The beginning of the end」でデビュー[4]。
- 2月11日、シアタープロレス花鳥風月が手掛け、西村修がプロデュースする「花鳥風月無我伝承」所属となることが発表される。VKFのゼネラルマネージャー職は継続[5]。
- 3月13日、花鳥風月無我伝承旗揚げ戦で復帰し、その後は花鳥風月、VKFに参戦。
- 4月、富山で経営するジム、TIGER PIT GYMをAsylum Gym（アサイラムジム）に改称。
- 2017年7月23日、中川達彦、サイレンサーを従え、矢郷軍「チームオーバーキル」を結成[6]。

現在は音楽活動、エフエムいみず、FMとやまにてラジオパーソナリティ、日本空手道 武得心 の最高師範としての活動をしている。

## 得意技
デスペナルティー
殺人コブラツイスト
ソーラレイ
スリーハンドルファミリーグラダンザ
ドロップデッドトワイス
エプロンにいる相手をリング内に入れる形でトップロープに両足をかけさせてDDTを打つ技。
ハートアタックパンチ
空手仕込みの正拳突き。
ジャブロー
矢郷ではなくヤゴウ・アズナブルの技（便宜上ここに記載する）。シャア専用ズゴックよろしく、右手に装備したアイアン・ネイルで相手の胴を突く技。
ソーラレイドラゴンスープレックス　　
メガバズーカランチャー
コーナー最上段からのドロップキックを行う技。
ジャンピングツゥームストーンパイルドライバー
2014年からフィニッシュに使用。モンスター・ロシモフの影響。

## 入場テーマ曲
- 「GUN CONTROL」（YOSHIAKI YAGO）　※キングレコード「KAIENTAI DOJO 2」 EAN 4988003315122 に収録
- 「Break on through」(The Doors)

## 参加CD
- 「GUN CONTROL」（YOSHIAKI YAGO）　※キングレコード「KAIENTAI DOJO 2」 EAN 4988003315122
- KAIENTAI DOJO 3 super best EAN 4580108620295 ※KAZMA選手の入場曲「フィンディシュテラー」
- GET DRUNK MORE FUCK/TRIBUTE TO DEAD KENNEDYS EAN 4571309240016 ※デッド・ケネディーズのトリビュートアルバム。HOLIDAY IN CAMBODIAをカバー。
- The beginning of the end /  5to1

EAN 4562265491697
矢郷良明のバンド5to1のファーストアルバム
- Be Cool is Rock kompilation album 北陸 EAN 4562265500078 を企画、5to1の曲を提供
- 矢郷良明Yoshiaki Yago AnthologyEAN 4562265502492 矢郷良明ソロアルバム
- handsome playboys ファーストアルバム　change With you に作曲、歌、ギタリストで参加
- ミュージックドネーション企画、PEACEFUL　EAN 4562265507019プロデュース、ギタリスト、ベーシスト、ソングライター、アレンジャーとして参加
- アコースティックアルバム one drop moisture を全国配信

## エピソード
- 空手道5段、富山県でGym Asylumと並行して日本空手道　武徳心を主宰している。
- プロギタリスト、ベーシストとしてスタジオミュージシャンをしていた。
- ギタリストのクリス・スペディングを敬愛しており、ローディーも経験している。自身のギターにはそのときにもらったクリス・スペディングのサインがしてある。
- 2023 1月に著作家 精神科医 明橋大二氏と内科医師 刀塚俊樹氏のバンドD.A.Tを中心としたミュージックドネーションアルバムPEACEFUL""のプロデュースとギタリスト、ベーシスト、アレンジャーとして参加。
- 2023にアコースティックアルバム"one drop moisture"を全国発売、世界配信
- 2022に"Cat'sClaw（キャッツクロウ）を結成。MAD3やThe privatesめろん畑agogoタケバンと共演
- 市川徹監督の映画「そうだ！選挙にでよう！」に楽曲を提供、テレビ番組などにも楽曲提供している。
- 佐伯龍蔵監督作品（でんでんむしとおたまじゃくし）に役者（医師役）として出演している。
- 渡辺俊美やLAUGHIN' NOSE、ロリータ18号、STANCE PUNKS、元ピチカート・ファイヴ 野宮真貴、元東京スカパラダイスオーケストラの冷牟田竜之、遠藤ミチロウ、THE PRIVATES、佐藤芳明、MAD3、Joe Alcohol、中村義人、澄田健、GUSTANK、Baki、鮎川 誠などとも共演し、武内亨やジェームス藤木、延原達治、Eddie legendなどとギター・ベースを弾いている
- 国の難病指定である特定医療疾患の潰瘍性大腸炎である事をカミングアウトしている。
- プロレス団体SMASH (格闘技団体)では4コマ漫画をパンフレットに連載していた。
- 書道三段、絵画、彫像、版画などでも多数の賞を獲得している
- 大学時代はインド哲学、神学を学んでおり、景教とユダヤ・キリスト教論文、仏教根本分裂やナーガールジュナの論文を発表。
- 英語とハングルのトライリンガルである